# Stepove, Kirovohrad
Stepove (în ucraineană Степове) este localitatea de reședință a comunei Stepove din raionul Kirovohrad, regiunea Kirovohrad, Ucraina.

## Demografie
Componența lingvistică a localității Stepove
     Ucraineană (91,25%)
     Rusă (7,58%)
     Alte limbi (0,84%)
Conform recensământului din 2001, majoritatea populației localității Stepove era vorbitoare de ucraineană (91,25%), existând în minoritate și vorbitori de rusă (7,58%).